# 알레산드로 볼타
알레산드로 주세페 안토니오 아나스타시오 볼타(이탈리아어: Alessandro Giuseppe Antonio Anastasio Volta, 1745년 2월 18일 ~ 1827년 3월 5일)는 이탈리아의 물리학자이다. 연속 전류를 공급해 줄 수 있는 전지를 처음으로 개발하였다. 전압을 측정하는 단위인 볼트는 1881년 볼타의 업적을 기려 그의 이름을 따서 지어진 것이다.

## 생애
1745년 롬바르디아 지방의 코모에서 태어났다. 코모의 왕립 학교를 졸업한 후 1774년 모교의 교수가 되었다. 1779년에 그는 파비아 대학교의 물리학 학장 자리를 맡게 되었다. 1782년에는 프랑스, 독일, 네덜란드, 영국을 여행하여 많은 과학적 업적을 접할 수 있었다. 1794년 영국의 왕립 학회는 그에게 코플리 메달을 수여하였다. 1801년에 나폴레옹 1세의 초청으로 볼타는 파리를 방문하였고, 볼타가 그의 앞에서 몇 가지 실험을 시행해 보이자 이에 만족한 나폴레옹 1세는 그에게 메달과 훈장을 주었으며 후에는 백작의 작위까지 주었다. 그 후 롬바르디아 왕국의 의회의원을 맡았고, 1815년에는 오스트리아의 황제가 볼타를 파도바로 초청하여 철학 학장을 맡도록 하였다. 프랑스 정부로부터 레지옹 도뇌르 훈장을 받는 등 수많은 영광을 누리다가 1819년 그는 은퇴하여 코모로 돌아왔으며 1827년 3월 5일 그곳에서 사망하였다.

## 업적
볼타는 전기에 큰 관심을 가져 1775년 정전기를 일으킬 수 있는 전기 쟁반을 명명하였다. 그는 1778년 메테인을 분리해 내는 데 성공하였다. 1780년 볼타의 친구였던 루이지 갈바니가 두 종류의 서로 다른 금속이 개구리의 근육에 닿을 경우 금속으로 인해 전류가 생겨 개구리의 근육이 움직인다는 사실을 발견하였다. 갈바니는 이 실험을 통해서 동물의 체내에 전기를 발생시키는 조직이 있다고 주장하였다. 볼타는 처음에 갈바니의 이론이 옳다고 생각하였으나, 오랜 기간에 걸쳐 실험을 한 끝에 이것이 옳지 않다고 생각하게 되어, 1794년 전류가 생성되는 데 생물의 조직이 필요하지 않으며, 금속만 존재해도 전류가 흐른다고 주장하게 되었다. 이는 생체 전류의 지지자들과 금속 전류의 지지자들 사이에 많은 논란이 되었지만, 1800년 볼타가 처음으로 전지를 만들어 내는 데 성공하면서 논란은 종식되었고 볼타의 이론이 옳다는 것이 증명되었다.

## 같이 보기
- 열전 효과

## 참고 문헌
- ed. by Cambridge University Press, Encyclopaedia Britannica: a dictionary of arts, sciences, literature and general information, 11th edition, London: Cambridge University Press, 1910~1911.
- ed. by Encyclopaedia Britannica, inc., The New Encyclopaedia britannica, 15th edition, Chicago: Encyclopaedia britannica, 2007.
- ed. by Grolier Incorporated., The Encyclopedia Americana, Danbury: Grolier, 1994.
- 學園出版公社 事典編纂局 편, 《學園世界大百科事典》, 서울:學園出版公社, 1993.